# Fondazione Exodus
La Fondazione Exodus è nata nel 1984, quando il presbitero Antonio Mazzi ha iniziato ad occuparsi di educazione e di disagio.
Il primo passo è stato compiuto  con il risanamento del Parco Lambro nella periferia est di Milano, allora noto come luogo  di spaccio e delinquenza.
In seguito sono nate le prime comunità residenziali.

## Storia
La Comunità Exodus nasce all'inizio degli anni ottanta da un'iniziativa del presbitero Antonio Mazzi.
L'idea prese ispirazione da un'iniziativa americana con ragazzi provenienti dalle carceri minorili.
Antonio Mazzi riprese il progetto e nel 1985 partì la prima Carovana Exodus.
Nel 1986 vennero aperte le prime comunità stabili oltre alla sede di coordinamento di Milano: a Verona, Vicenza, Bormio e Iglesias.
Nel 1996 il Progetto Exodus si è trasformato in un ente autonomo che prende il nome di Fondazione Exodus. Dagli anni 2000, nuovi progetti sono stati sviluppati non solo in Italia ma anche all'estero, ad esempio in Madagascar, Argentina, Bolivia e Honduras.
Elenco delle comunità gestite direttamente da Exodus:
| Africo - Rc      | Accoglienza e assistenza famiglie    |
| Assisi - Pg      | Casa spiritualità                    |
| Bergamo – Bg     | Casa accoglienza consulenza famiglie |
| Bondeno - Fe     | Comunità mamma bambino               |
| Caccuri - Kr     | Comunità pedagogica                  |
| Caltanissetta    | Centro giovani                       |
| Capoliveri - Li  | Comunità pedagogica                  |
| Casalelitta - Va | Comunità pedagogica                  |
| Cassino - Fr     | Comunità pedagogica                  |
| Cassino - Fr     | Centro giovani argonauti             |
| Cavriana - Mn    | Comunità pedagogica                  |
| Gallarate - Va   | Centro ascolto                       |
| Garlasco - Pv    | Comunità pedagogica                  |
| Grezzana - Vr    | Università della famiglia - Comunità |
| Jesi - An        | Comunità pedagogica                  |
| Lonato - Bs      | Comunità pedagogica                  |
| Milano           | Comunità terapeutica - coordinamento |
| Milano           | Centro ascolto                       |
| Milano           | Centro ascolto sos                   |
| Milano           | Piazza giovani                       |
| Monza - Mi       | Punto donna                          |
| Reggio Calabria  | Centro ascolto                       |
| S.Stefano - Rc   | Comunità terapeutica                 |
| Tursi - Mt       | Comunità pedagogica                  |
| Valdidentro - So | Comunità pedagogica                  |
| Verona           | Comunità diurna                      |